# Gaston Bogaert
Gaston Bogaert (* 1918 in Le Mans; † 2008 in Etterbeek) war ein belgischer, in Südfrankreich wirkender Maler des technisch imaginären Expressionismus und Schriftsteller, der sich in seiner Kunst dem fantastischen Surrealismus zugewandt hat. Bogaert veröffentlichte neben seiner Malerei verschiedene philosophische Essays.

## Leben und Wirken
Gaston Bogaert war ein ausgebildeter Architekt, der sich seit 1938 der Innendekoration, Theaterdekoration und Werbegrafik widmete. Ab 1965 lehrte er an der Hochschule für Werbetechnik in Brüssel. Die Malerei war seit früher Jugend eine seiner Leidenschaften. In einer Brüsseler Galerie, zeigte er 1965 erstmals öffentlich seine Werke. Der Erfolg auf dem internationalen Kunstmarkt stellte sich schnell ein. Bekannt wurde er hauptsächlich durch seine imaginären Landschaften, Bahnhöfe und Fassaden, die an Paul Delvaux erinnerten. Der Schriftsteller Thomas Owen (1910–2002) ließ sich durch Bogaerts Bilder zu dem Gedichtezyklus „Les Maisons phantastiques“ inspirieren.
Bogaerts Gemälde hängen in zahlreichen Museen; in Brasilia, Charleroi, London, im Rockefeller Art Center in New York City, in der Victoria Art Gallery (Kanada), in Tel Aviv, im Museum für Moderne Kunst in Sint-Martens-Latem und in verschiedenen Sammlungen des belgischen Staates.
Größere Ausstellungen waren unter anderem in Brüssel, Sint-Martens-Latem, Knokke-Heist, Lüttich, Antwerpen, Basel, Paris, Monte Carlo, Lille, Cannes, Den Haag und Athen.